# Basilica cattedrale di Oria
La basilica di Santa Maria Assunta è il più importante luogo di culto cattolico di Oria ed è la cattedrale della diocesi di Oria.

## Storia

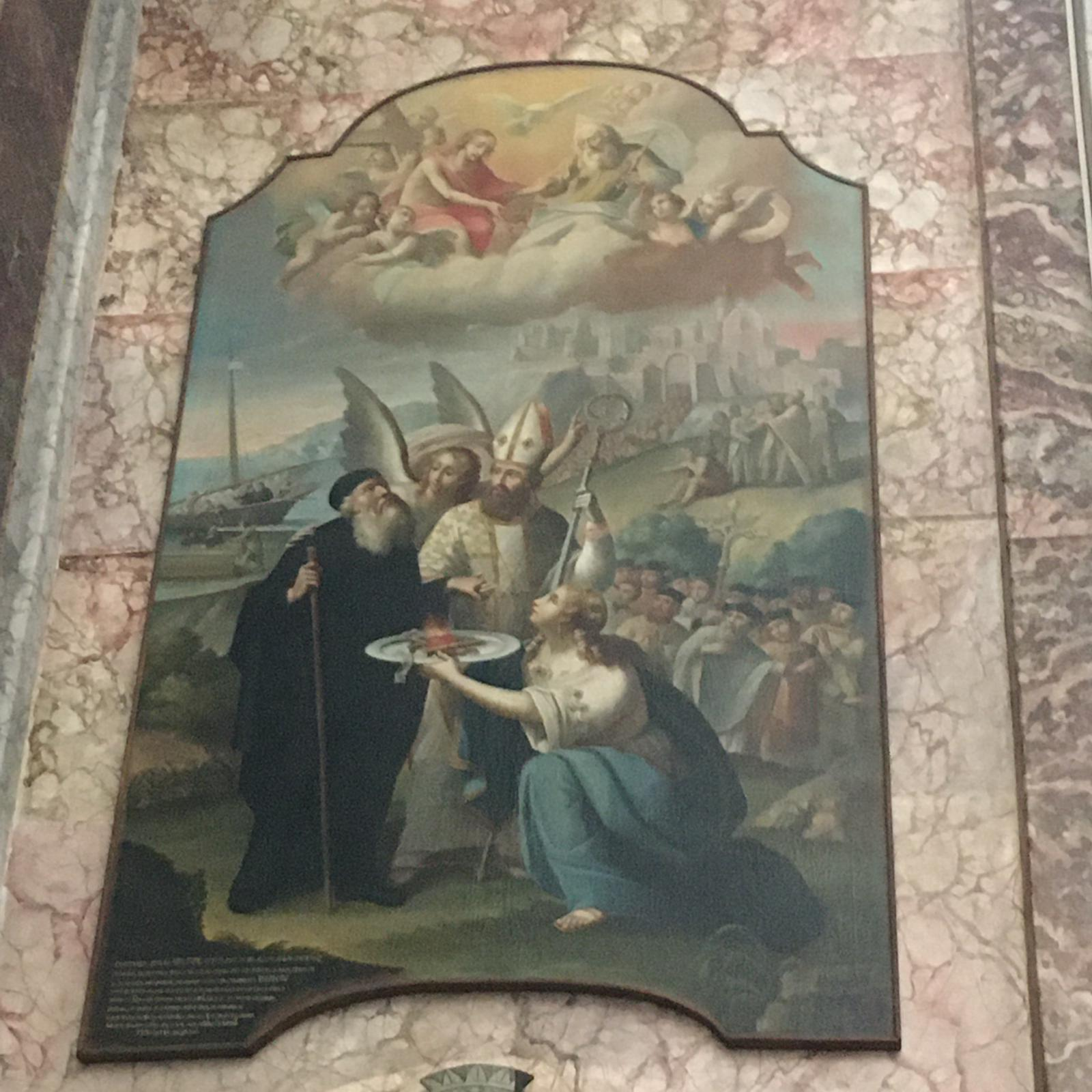
Dipinto di Samuele Tatulli raffigurante l'arrivo a Oria delle reliquie di San Barsanofio. I tre personaggi in primo piano sono (da sinistra a destra) il santo, il vescovo Teodosio e la diocesi di Oria personificata.

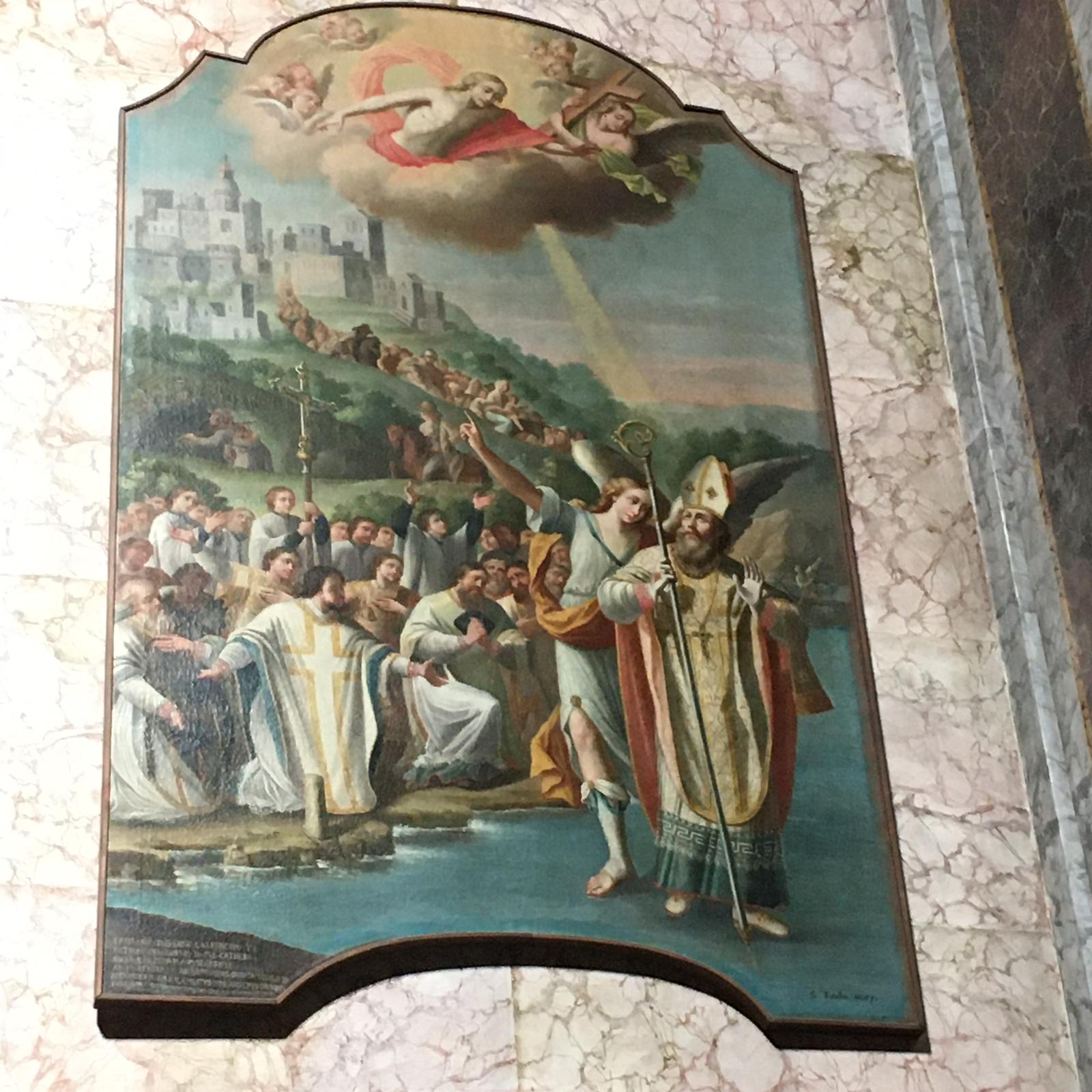
Dipinto di Samuele Tatulli raffigurante la città di Oria, il vescovo Teodosio (XVIII secolo) e la diocesi personificata in una donna, visti da una masseria (oggi abbandonata) sulla via per Manduria.

La forma attuale della basilica cattedrale la si deve al vescovo Castrese Scaja, che nel 1750 fece demolire la precedente chiesa medievale in stile romanico (pericolante a causa di un terremoto avvenuto il 20 febbraio 1743) facendo costruire la nuova cattedrale di gusto barocco.
Durante l'edificazione della nuova cattedrale barocca, progettata dall'architetto Giustino Lombardi, per finanziare il nuovo progetto due colonne di marmo verde dell'antica cattedrale romanica furono acquistate per 8000 ducati dal re di Napoli per abbellire la cappella della Reggia di Caserta.
La cattedrale oritana, per volere di papa Giovanni Paolo II, nel 1992 ha ottenuto il riconoscimento di basilica minore.
Di particolare interesse risulta la "cripta delle mummie" sottostante all'edificio, un oratorio cinquecentesco sulle cui pareti sono state ricavate nicchie che contengono i cadaveri mummificati di confratelli dell'Arciconfraternita della Morte.

## Struttura

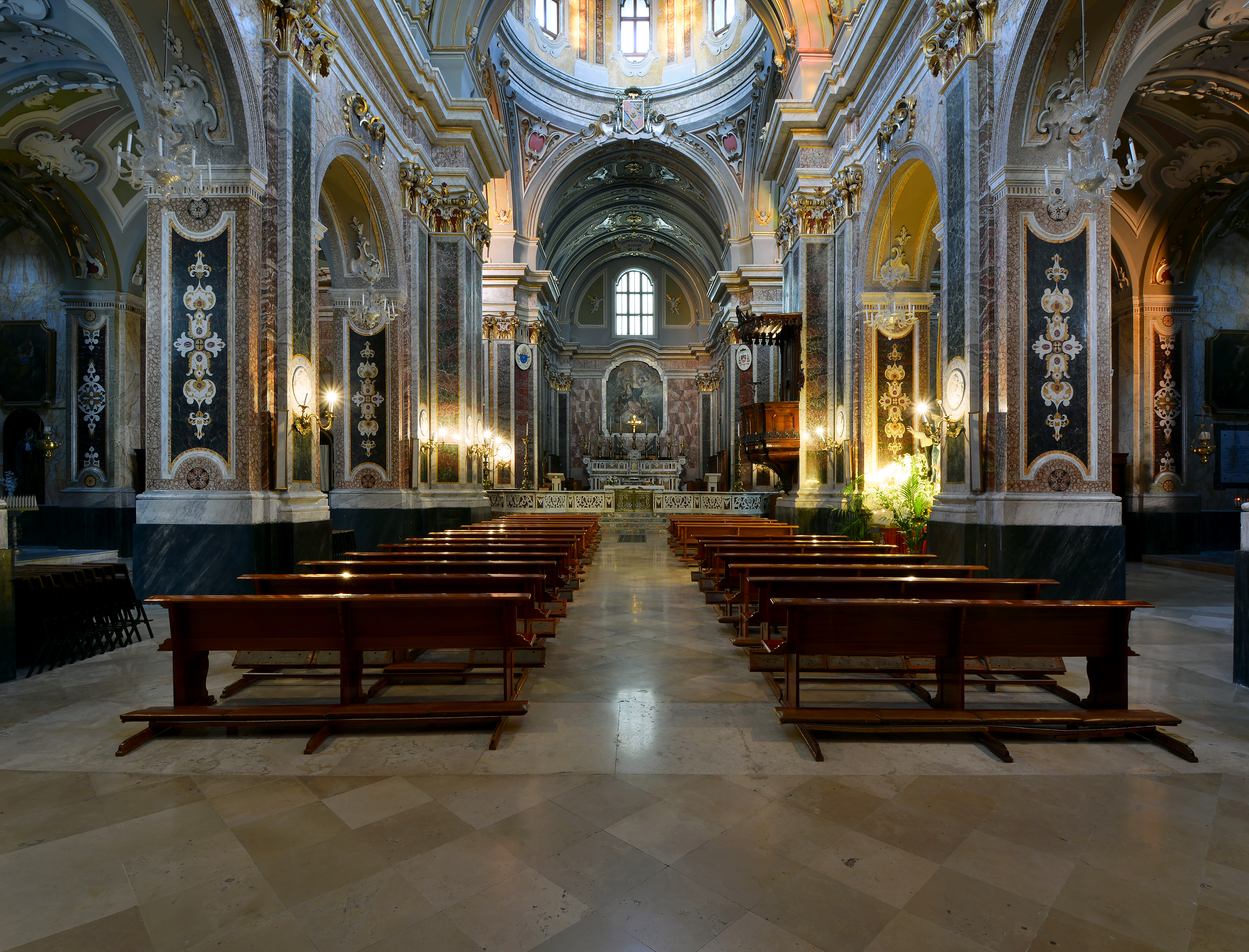
Interno della Basilica

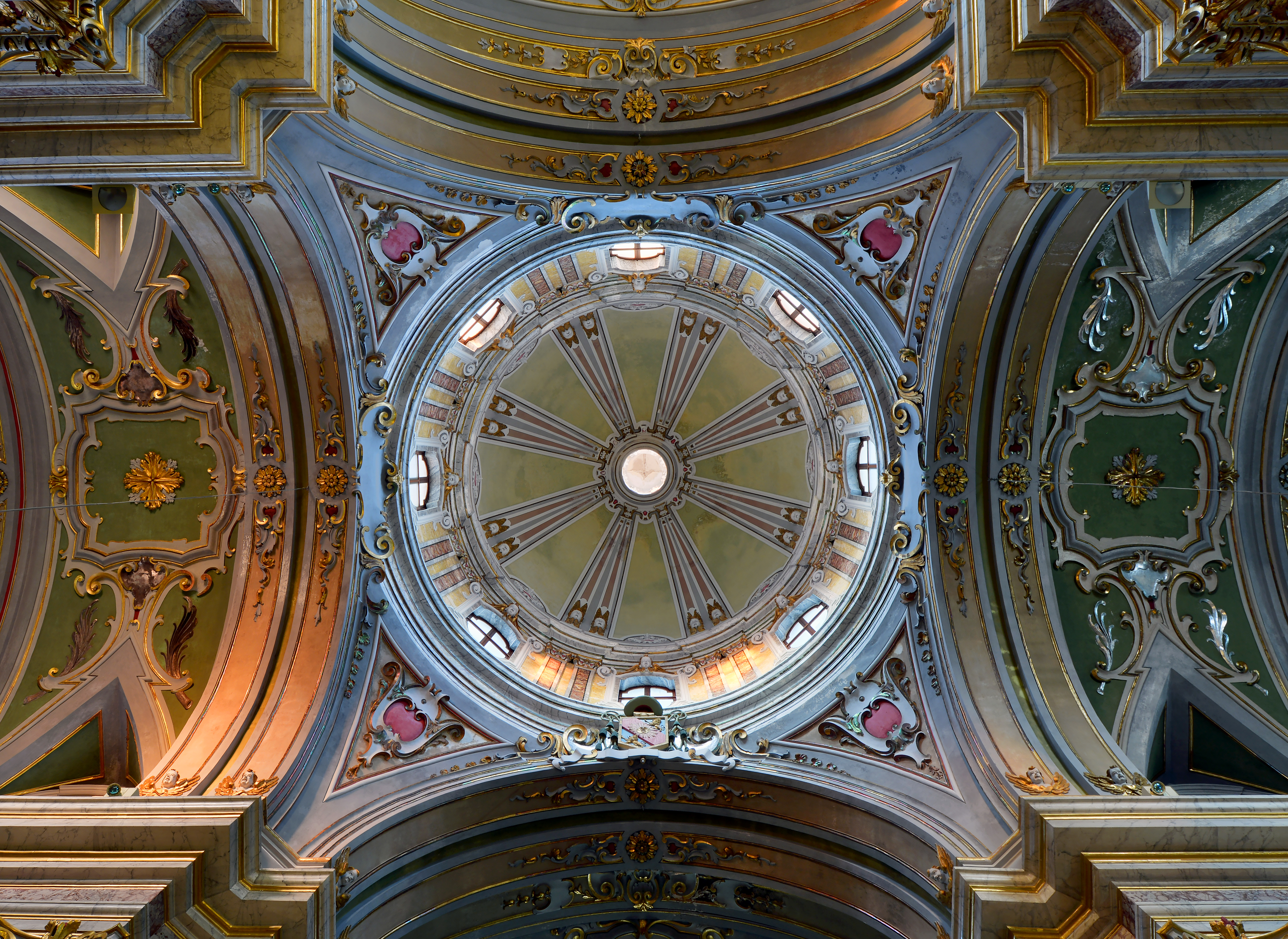
La cupola dall'interno.

La facciata è in carparo locale. A sinistra si erge la torre dell'orologio e, dietro, quella campanaria. Il tutto è poi dominato dalla superba cupola rivestita da mattonelle policrome. La pianta, a croce latina, è ripartita in tre navate. Per la forte somiglianza con la Basilica di San Pietro in Vaticano è soprannominata "la San Pietro in piccolo".
Nei sotterranei della basilica sono inoltre visibili resti della preesistente città messapica, e di una cisterna romana; qui sono inoltre state rinvenute alcune tombe.

## Interni

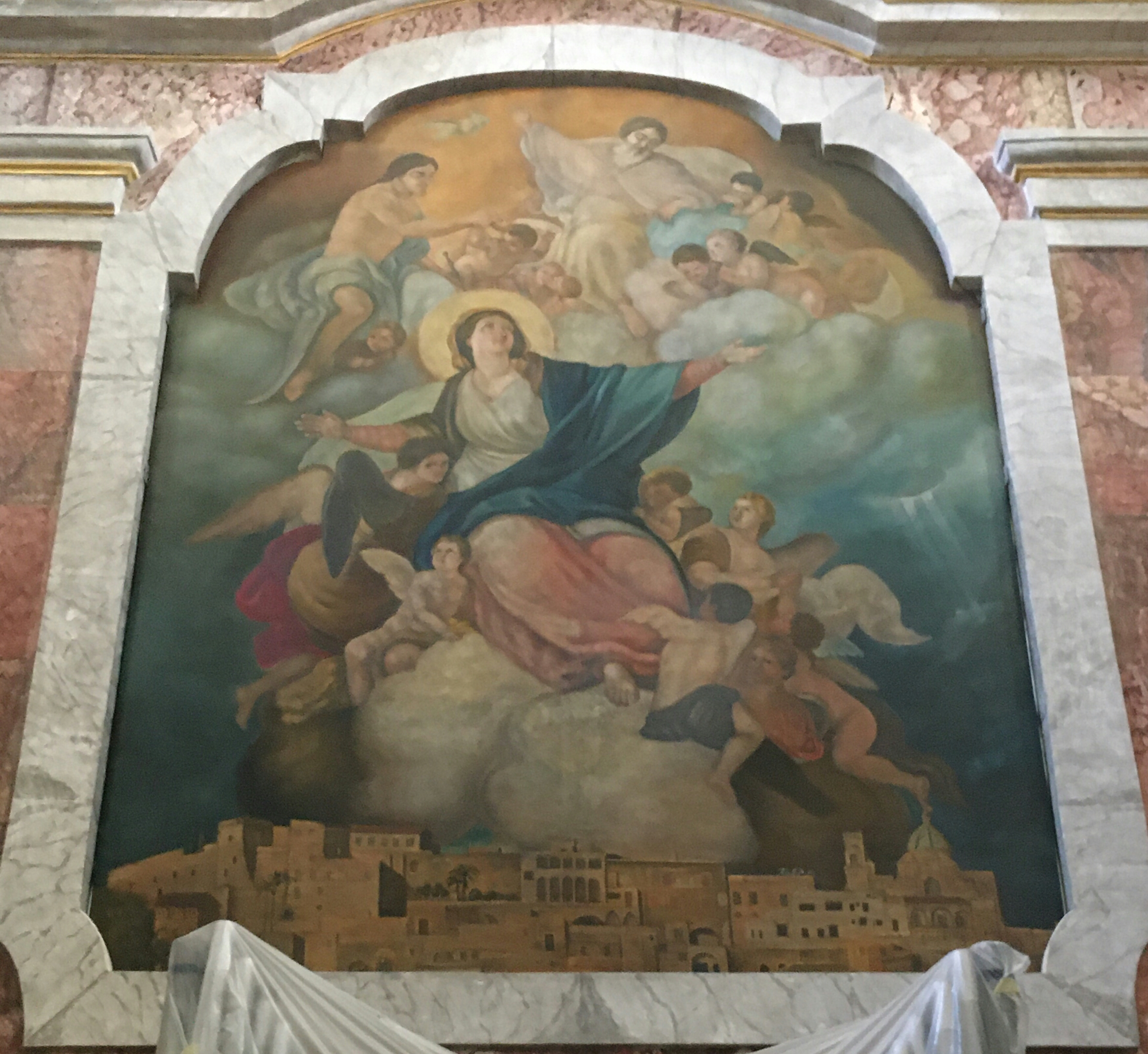
L'Assunzione della Beata Vergine Maria al Cielo

All'interno sono presenti numerosi dipinti di gran pregio che vanno dal XVI secolo fino al XXI secolo. La grande pala, dal titolo L'Assunzione della Beata Vergine Maria al Cielo (larghezza 4 m - altezza 5 m), posta sull'altare maggiore in data 29 agosto 2005 in occasione dell'inizio del ministero episcopale di mons. Michele Castoro, è ad opera dell'artista Salvatore Torretti.
Sono inoltre presenti pregiati marmi e stucchi, 4 candelabri in bronzo, e di particolar pregio sono diverse artistiche statue quali quelle dei santi medici di scuola veneziana e quella del protettore san Barsanofio di scuola napoletana.
Nei sotterranei sono inoltre presenti oltre che i già citati resti della città messapica e romana i resti architettonici della precedente chiesa medievale. Inoltre nei sotterranei vi sono le mummie di 11 confratelli che un tempo furono soldati che hanno combattuto a Otranto contro i Saraceni.
Nell'area ai piedi del presbiterio sono presenti ulteriori sotterranei dove sono sepolti alcuni vescovi di Oria. Nella basilica cattedrale sono inoltre presenti varie importanti reliquie tra cui alcune dei santi medici e il braccio del patrono san Barsanofio.
Dopo i recenti restauri, terminati in febbraio 2022, possiamo trovare all'interno 3 Organi: un organo elettronico, ai piedi dell'altare; un organo a canne a trasmissione meccanica "barocco", datato 1775; un organo a canne a trasmissione pneumatica-tubolare del 1912 opera del cav. Pacifico Inzoli da Crema (CR) su cantoria, in controfacciata.
Al momento, questi organi hanno 3 utilizzatori e curatori: il Coro Polifonico "Maria SS Assunta", Francesco Leo, il Mº Andrea Angiulli.